# Jurské bojiště
Jurské bojiště (v anglickém originále Jurassic Fight Club) je paleontologicky laděným trikovým televizním dokumentem, vysílaným od srpna 2008 na televizním kanálu History. 
V tomto americkém dokumentu vyprávějí odborníci o hypotetických soubojích dinosaurů i jiných pravěkých tvorů a za pomoci počítačových animací a forenzních metod výzkumu se snaží dobrat odpovědi na otázku, kteří živočichové by v takovém souboji nejspíše zvítězili. V dokumentu se objevuje několik faktických chyb, celkově je však úroveň prezentovaných informací uspokojivá. Na webu history.com byla také umístěna hra s názvem Turf Wars, která ilustruje hlavní myšlenku dokumentu (umožňuje souboje dinosaurů a jiných pravěkých tvorů).

## Seznam epizod
1. Dinosauří kanibal
2. Lovec tyrannosaurů
3. Tlupy zabijáků
4. Nejkrvavější souboj
5. Zabijáci z hlubin
6. Monstra doby ledové
7. Když se z lovce stane kořist
8. Největší zabijáci
9. Raptorův poslední výkřik
10. Řeka smrti
11. Raptor versus T-Rex
12. Armageddon

## Zobrazené druhy
- Majungasaurus
- Tyrannosaurus
- Nanotyrannus
- Deinonychus
- Tenontosaurus
- Allosaurus
- Ceratosaurus
- Camarasaurus
- Stegosaurus
- Lev americký
- Medvěd krátkočelý
- Gastonia
- Carcharodon megalodon
- Brygmophyseter
- Utahraptor
- Pachyrhinosaurus
- Albertosaurus
- Edmontosaurus
- Dromaeosaurus